# پرده‌خوانی

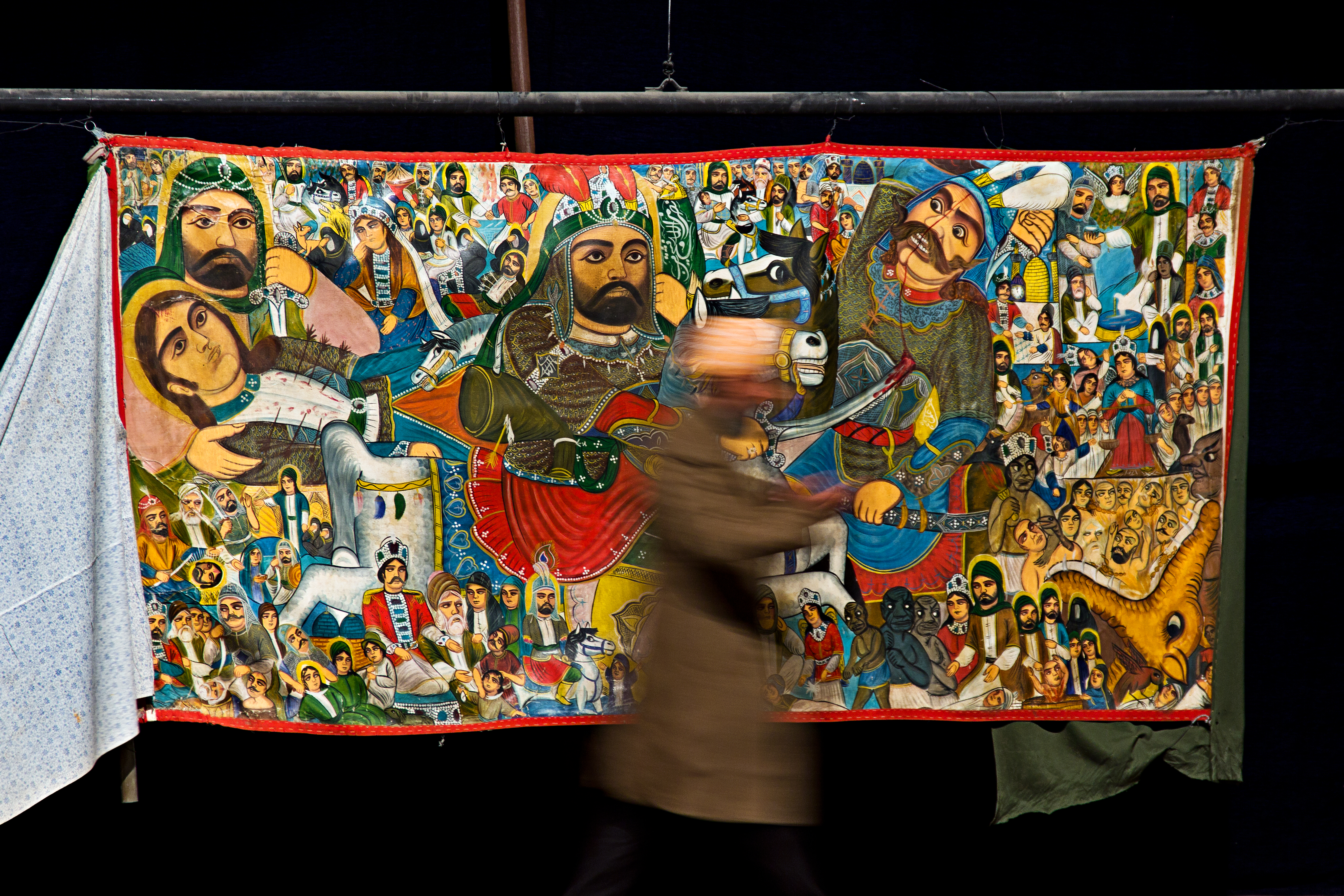
نمایی از یک مجلس پرده‌خوانی

پرده‌خوانی، نوعی نمایشِ مذهبی ایرانی. در این نمایش کسی با عنوان «پرده‌خوان» از روی تصویرهایِ منقوش بر پرده، مصایب اولیای دین ــ به ویژه اولیای مذهب شیعه ــ را با کلام آهنگین روایت می‌کند.
پرده‌خوانی را «شمایل‌گردانی» و «پرده‌داری» (بیضایی، ص ۷۳؛ ملک پور، ۱۳۶۴ ش، ص ۱۳۵؛ حسن بیگی، ص ۳۴۱) و «پرده‌برداری» (همایونی، ص ۲۸) نیز خوانده‌اند. دهخدا (ذیل «پرده») به پرده‌ای اشاره کرده که شعبده‌بازها و عروسک‌گردان‌ها، از آن برای پنهان کردن ترفندهای نمایشی خود استفاده می‌کنند و این هیچ ارتباطی با پرده‌داری (نام دیگر نمایش مذهبی پرده‌خوانی) ندارد. اما برخی پژوهشگران به اشتباه از این تعریف برای توضیح پرده‌داری مذهبی بهره برده‌اند (رجوع کنید به همایونی؛ حسن بیگی، همانجاها). صورت‌خوانی نیز بخشی از پرده‌خوانی بوده و نمی‌تواند مترادف پرده‌خوانی قلمداد شود (بیضایی، ص ۷۴؛ قس غریب پور، ص ۵۶).
پرده‌خوانی برآمده از نقالی * و نقاشی مردمی است. پیشینه تاریخی آن را می‌توان با نوعی «قوالی» (نقالی توأمانِ موسیقی و آواز) در ادوار پیش از اسلام مربوط دانست که پس از ورود اسلام به ایران، به دلیل محدودیت‌های موسیقی، به نوعی «نقالی» ملی ـ مذهبی تغییر یافته‌است؛ به ویژه در زمان صفویه که انواع نقالی مذهبی (روضه‌خوانی، حمله‌خوانی، پرده‌داری، صورت‌خوانی و سخنوری) شکل گرفت (رجوع کنید به بیضایی، ص ۶۰–۷۲؛ غریب پور، ص ۶۳). به گفته جابر عناصری (ص ۱۷۵–۱۷۶) در جنگ شاه اسماعیل صفوی (حک: ۹۰۵–۹۳۰) با ازبک‌ها، برای تهییج سپاهیان ایران از این نمایش استفاده می‌شده‌است. برخی نیز موقعیت تاریخی پرده‌خوانی را حدفاصلِ گذار از برگزاری مراسم عزاداری عمومی ماه محرم در دوران صفویه، به برگزاریِ نمایشِ مذهبی تعزیه * در دوران قاجاریه و یکی از منابع تحول و تکامل تعزیه دانسته‌اند (همایونی، ص ۲۳–۳۰؛ ملک پور، ۱۳۶۶ ش، ص ۵۴؛ غریب پور، ص ۶۴)، اما برخی دیگر، به عکس، نقوش پرده را ترجمانِ نمایشِ تعزیه در قالب هنرهای دیداری و رهاورد تعزیه می‌دانند (پیترسون، ص ۱۱۵).
ساختار پرده‌خوانی بر دو رکنِ «پرده» و «پرده‌خوان»، استوار است. پرده پارچه‌ای است که یک یا چند رخداد مصیبت‌بار خاندان پیامبر (ص) بر آن نقش شده‌است. موضوعِ اصلی این نقش‌ها، واقعه کربلا و حوادث پیش و پس از آن بوده، اما رفته رفته داستان‌های اخلاقی پندآموز مانند جوانمرد قصاب * نیز به آن افزوده شده‌است (عناصری، ص ۱۹۵). معمولاً به لحاظ قداست عدد ۷۲ و ارتباط آن با واقعه کربلا، در هر پرده ۷۲ مجلس فرعی و اصلی وجود دارد (غریب‌پور، ص ۵۸).
جنس پرده‌ها از «متقال» و «کرباس»، و اندازة آن‌ها معمولاً ۱۵۰*۳۰۰ سانتیمتر است (حسن بیگی، ص ۳۴۲).
صورتهای منقوش بر پرده، به دو گروه اولیا (نیکان) و اشقیا (بدان) تقسیم می‌شود. نقش سیمای اولیا بر پرده متفاوت است: پیامبر صلّی اللّه علیه وآله وسلّم و امامان معصوم علیهم السلام در هاله‌ای از نور یا در نقاب تجلی می‌یابند و برخی فرزندان و یاری کنندگان ایشان، بدون هالة نور و نقاب، با رنگهای متناسب باورهای مذهبی و زیبا نقش می‌گیرند. در مقابل، اشقیا بسیار زشت و حتی هیولاگونه ترسیم می‌شوند. اسبها نیز با توجه به شخصیت صاحبانشان نقش می‌گیرند (همایونی، ص ۲۸؛ پیترسون، ص ۱۱۹؛ عناصری، ص ۱۹۹).
نقشهای پرده، نقوشی عامیانه‌اند که برمبنای تخیلات نقاش و گفته‌ها و نوشته‌های تاریخی و افسانه‌ای به تصویر کشیده می‌شوند (عناصری، ص ۱۹۷–۱۹۸). این نوع نقاشی را، از نوع نقاشی مردمی، موسوم به «نقاشی قهوه‌خانه‌ای» دانسته‌اند، که اوج شکوفایی آن، به ویژه در اواخر دورة قاجاریه، در قهوه‌خانه‌ها بوده‌است (حسن بیگی، ص ۳۴۱؛ بلوکباشی، ص ۹۷). همچنین با توجه به موضوع محوری این نقوش، از آن با عنوانِ «نقاشی کربلا»، و به لحاظ رعایت برخی قواعد نمایشی اخیراً «نقاشی دراماتیک» نیز یاد می‌شود (پیترسون، ص ۱۱۵؛ غریب پور، ص ۶۰).
برخی پیشینة این نوع نقاشی مردمی را قرنها پیش از پیدایش قهوه‌خانه و همزمان با سنّت دیرینة قصه خوانی و مرثیه سرایی و تعزیه خوانی در ایران می‌دانند و به زمانِ نگارگری بر سفالینه‌ها و شمایلهای سوگ سیاوش می‌رسانند (بلوکباشی، همان‌جا؛ عناصری، ص ۱۷۵). برخی نیز نقاشیهای مانی را سرچشمة تاریخی اینگونه القائات مذهبی می‌دانند (حسن بیگی، ص ۳۴۰). این احتمال نیز هست که صحنه پردازی و بازآفرینی وقایع کربلا از طریق نقاشی، در سده‌های یازدهم و دوازدهم / هفدهم و هجدهم، تحت تأثیر نقاشیهایِ رافائل و میکل آنژ در ایران رواج یافته باشد (محجوب، ص ۱۹۵–۱۹۶).
پرده خوان کسی است که معمولاً همراه با اشاره کردن به تصاویر پرده، با چوب دستی ای به نام مِطْرق، این تصویرها را با صدایی رسا و آهنگین بازمی‌خواند. اساساً این نمایش متکی بر «کلام» است. پرده خوان از پرده به دو روش بهره می‌برد: تزیینی و طوماری. او در روش تزیینی، پرده را صرفاً برای جلب توجه تماشاگران می‌آویزد و داستان را براساس آن نقل نمی‌کند؛ اما در روش طوماری، داستان بر مبنای نقشهای پرده و گشودن تدریجی پردة منقوش روایت می‌شود. روی پرده مجموعه‌ای از تصاویر کوچکتر نقش شده که به صورت پی در پی ماجراهای داستان را نشان می‌دهد (بیضایی، ص ۷۳–۷۴). پرده خوانها را درویش نیز می‌خواندند؛ از مشهورترین آن‌ها درویش بلبل قزوینی بود (غریب پور، ص ۵۸).